# 1476년

## 연호
- 명(明) 성화(成化) 12년
- 일본(日本) 분메이(文明) 8년
- 후 레 왕조(後黎朝) 홍득(洪德) 7년

## 기년
- 류큐(琉球) 쇼엔왕(尚円王) 7년
- 명(明) 헌종 성화제(憲宗 成化帝) 12년
- 조선(朝鮮) 성종(成宗) 7년
- 후 레 왕조(後黎朝) 성종(聖宗) 17년

## 사건
- 2월 19일 조선 유자광이 한명회 탄핵상소 제출
- 정희왕후가 7년간의 섭정에서 물러나자[1] 성종이 친정을 시작하다.

## 탄생
- 6월 28일 - 제223대 로마의 교황 교황 바오로 4세. (~1559년)
- 12월 2일 - 조선의 제10대 국왕 연산군. (~1506년)